# 毒鴨蛋事件
毒鴨蛋事件是2005年位於台灣彰化縣線西鄉所爆發的鴨蛋受污染事件，並在該年環境新聞中高居第一名。

## 事件起因
2005年6月，台湾衛生署檢驗「年度食品中戴奧辛背景值調查計畫」時，發現彰化縣線西鄉所養殖的鴨蛋戴奧辛含量過高（每公克鴨蛋的戴奧辛含量32.6皮克，遠高於歐盟規範值3皮克），也間接爆發出台湾環保署企圖壓下此事件。

## 事件過程
2005年6月，台灣衛生署發現彰化縣線西鄉所產鴨蛋含戴奧辛，並通報台灣環保署處理，牵扯出台灣環保署早已在2月就已經知情，當時台灣環保署僅提出報告給予行政院農業委員會，卻沒有第一時間下令銷毀鴨蛋，也讓媒體懷疑部份鴨蛋已流入市面上，甚至已讓消費者吃下肚了。
然而一波未息一波又起，不到半年，同年9月，位於伸港鄉的養殖場也爆發戴奧辛污染，伸港鄉緊鄰線西鄉，因此環保署認為受害的養殖場可能不止於此，再度爆發毒鴨蛋之後，當時在位的台灣環保署署長張國龍先生自請處份。
爆發後同一個月裡，台灣環保署針對事發鴨場環境評估，然而許多學者將元兇指向位於受害鴨場附近的台灣鋼聯，但當時環保局推翻此看法，並表示「戴奧辛具生物累積性，生物體內戴奧辛含量近九成是經由食物進入體內，由呼吸進入的量小於百分之十；且台灣鋼聯排放的戴奧辛指紋特徵與遭汙染的鴨肉、鴨蛋、鴨農並不相同，無法認定台灣鋼聯是唯一汙染源」。
鴨農不滿立委在還未有正式報告出來時，就已經將事情爆發出來，鴨農所盼的報告在同年月底才出爐並推翻環保署之前的看法，因為此報告一出來，並將元兇指向台灣鋼聯，報告指出事發九座鴨場所遭受到的污染，跟台灣鋼聯所排放的戴奧辛紋道一樣，因此鴨農將所有賠償推到台灣鋼聯，但台灣鋼聯提出一份報告指出環保署所調查的報告，與台灣鋼聯所聘專家調查落差甚大，環保署也表示，台灣鋼聯也僅是元兇之一。停工數月的台灣鋼聯，在隔年2006年3月準備復工，整件事在2006年台灣鋼聯復工後，相關調查皆已落幕。

## 事件總計銷毀數量
據2006年6月台湾農委會表示，戴奧辛鴨子汙染事件，總計銷毀鴨蛋16萬5905斤、加工蛋17萬9147枚、種蛋10萬3750枚，鴨子3萬6340隻。

## 相關賠償
在鴨農多次抗爭下，農委會以每隻5元輔助鴨農復養，將發放多時的每隻鴨12元輔助停止，然而台灣鋼聯的賠償始終未定。

## 事件疏失
- 台湾環保署在第一時間並沒有召集農委會與衛生署啟動危機處理小組，甚至在當時企圖將此事壓下，事後調查花費一億的情況下，所給的報告仍被不少立委砲轟。
- 鴨農在個人疏失中，有不少鴨農意圖暗藏疑似遭受污染的鴨蛋，雖然事後鴨農供稱是未受污染的存貨，並不滿政府不收購鴨蛋，但事後仍將所藏的鴨蛋銷毀。
- 台灣鋼聯雖然只是環保署所稱元兇之一，但當時也呈現一個問題，那就是塵埃沒有適當處理，導致土質受汙染。